# Abbe (Édéa)
Pour les articles homonymes, voir Abbe.
Abbe ou Abe est un village de la Région du Littoral du Cameroun, situé dans la commune d'Édéa. Situé à 46 km d'Edéa, on y accède sur la route qui lie Edéa à Dehane puis à Abbe vers Ndogtimacrique.

## Population et développement
En 1967, la population de Abbe était de 206 habitants. La population de Abbe était de 155 habitants dont 75 hommes et 80 femmes, lors du recensement de 2005. Elle est essentiellement composée de Bakoko.